# Tormentas imaginarias
Tormentas imaginarias es el sexto álbum de estudio de la banda granadina 091. Fue publicado en 1993 por Poligram Ibérica. Todos los temas fueron compuestos por José Ignacio García Lapido y producidos por Joaquín Torres en el estudio Torres Sonido (Parquelagos, Madrid), durante los meses de octubre y noviembre de 1992.

## Personal

### Formación
- José Antonio García (vocalista)
- José Ignacio García Lapido (guitarrista, voces)
- Tacho González (baterista)
- Jacinto Ríos (bajista)
- Victor García Lapido (guitarrista)

### Colaboradores
- Augusto J. Algueró (teclista)
- Juan Soteras (saxofonista)
- Antonio Díaz (fotografías contraportada e interiores)

## Temas
| Pista | Título tema               | Vinilo | Dur. |
| ----- | ------------------------- | ------ | ---- |
| 01    | La calle del viento       | A1     | 4:32 |
| 02    | Zapatos de piel de caimán | A2     | 3:20 |
| 03    | Huellas                   | A3     | 3:41 |
| 04    | Todo comienza a girar     | A4     | 2:57 |
| 05    | Sin raíces                | A5     | 4:08 |
| 06    | Cayendo                   | A6     | 2:47 |
| 07    | Un cielo color vino       | No     | 4:30 |
| 08    | Otros como yo             | B1     | 4:12 |
| 09    | Para impresionarte        | B2     | 4:15 |
| 10    | Mi sombra y yo            | B3     | 3:48 |
| 11    | Es sólo una señal         | No     | 3:02 |
| 12    | Tormentas imaginarias     | No     | 3:52 |
| 13    | El fantasma de la soledad | B4     | 3:55 |
| 14    | Es hora de enloquecer     | B5     | 5:26 |

### Sencillos extraídos del álbum
- Otros como yo (1993)
- La calle del viento (1993)
- Huellas (1993) -incluye: El fantasma de la soledad-

- Datos: Q5658774